# فائوستو سالسانو
فائوستو سالسانو (انگلیسی: Fausto Salsano؛ زادهٔ ۱۹ دسامبر ۱۹۶۲) بازیکن فوتبال اهل ایتالیا است.
از باشگاه‌هایی که در آن بازی کرده‌است می‌توان به باشگاه فوتبال اسپتزیا، باشگاه فوتبال پارما، باشگاه فوتبال آ.اس. رم، باشگاه فوتبال سمپدوریا، و باشگاه فوتبال امپولی اشاره کرد.